# Anthony Johnson (kolonista)
Anthony Johnson (ur. około 1600, zm. około 1670)  – czarnoskóry kolonista i plantator żyjący w Kolonii Wirginia na początku XVII wieku. 
Zniewolony przez portugalskich łowców niewolników na terenie dzisiejszej Angoli, przetransportowany do Ameryki pracował przez wiele lat w niewoli kontraktowej. Po wyzwoleniu stał się plantatorem tytoniu i pierwszą osobą w historii Wirginii, która miała sądownie uznane prawo do zniewolenia swoich pracowników kontraktowych na całe ich życie.